# سارة توماس
سارة توماس (بالإنجليزية: Sarah Thomas)‏ (و. 1981  م) هي لاعبة هوكي الحقل بريطانية، شاركت في الألعاب الأولمبية الصيفية 2012، والألعاب الأولمبية الصيفية 2008.

## روابط خارجية
- سارة توماس على موقع الاتحاد الدولي للهوكي (الإنجليزية)
- سارة توماس على موقع اللجنة الأولمبية الدولية (الإنجليزية)
- سارة توماس على موقع أوليمبيديا (الإنجليزية)
- سارة توماس على موقع اللجنة الأولمبية البريطانية (الإنجليزية)
- سارة توماس على موقع اتحاد ألعاب الكومنولث (مؤرشف) (الإنجليزية)